# Magda Bleckmann
Magda Marie Luise Bleckmann (* 5. Juni 1968 in Graz) ist eine ehemalige österreichische Politikerin des BZÖ (früher FPÖ). Sie war von 2002 bis 2006 Mitglied des österreichischen Nationalrats.

## Leben
Bleckmann besuchte ab 1974 die Volksschule und wechselte 1978 ans Gymnasium. 1987 legte sie die Matura ab. Sie studierte im Anschluss Betriebswirtschaft und schloss ihr Magisterstudium 1993 ab. 1994 begann sie ihr Doktoratsstudium, das sie 2001 abschloss.
2000 wurde ihr damaliger Ehemann, Alexander Jost, nach einem von ihm verübten Banküberfall in Linz auf der Flucht von der Polizei erschossen.
Seit 2014 ist sie mit dem Geschäftsführer des Employer-Branding-Startups Benefit sowie CEO der Schnur Gruppe, Oliver Schnur, verheiratet.
Bleckmann ist seit 1994 als freiberufliche Rhetorik- und Kommunikationstrainerin tätig. Sie war von 2004 bis 2009 Geschäftsführerin der Firma Eipeldauer Sicherheitstechnik & Feuerschutz GmbH, von 2004 bis 2007 Initiatorin und Projektleiterin des steirischen Pilotprojektes Social Coaching und von 2007 bis 2008 Projektleiterin des Projektes Klarheit für die Zukunft – Berufsorientierung für AHS und BHS.
Seit 2007 ist sie selbstständig mit ihrer Firma Coaching - Connecting - Consulting tätig. Daneben war sie für das Employer Branding-Startup Benefit tätig.
Seit dem 1. Oktober 2024 ist sie Geschäftsführerin einer Akademie für ganzheitliche Gesundheit mit Sitz in Graz.

## Politik
Bleckmann war von 1991 bis 2000 Abgeordnete im steirischen Landtag für die FPÖ. Des Weiteren war sie zwischen 1993 und 1995 Pressesprecherin des späteren Bundesministers für Verkehr, Innovation und Technologie, Michael Schmid, der damals steirischer FPÖ-Landeschef war. 1995 wurde Bleckmann zur Klubobfrau der steirischen Freiheitlichen gewählt und war für die Strategie der Partei verantwortlich. Am 9. Februar 2000 wurde Bleckmann zur Landesrätin für Wohnbau und Volkskultur gewählt und war Mitglied der Landesregierung Klasnic II. Im Mai 2000 wurde ihr Mann nach der Verübung eines Banküberfalls in Linz von der Polizei erschossen. Bleckmann schied nach der Landtagswahl 2000 am 7. November wieder aus der Landesregierung aus und wechselte bis 2002 als Abgeordnete in den Landtag.
2002 zog sie schließlich in den Nationalrat ein. Als Mathias Reichhold im selben Jahr kurzzeitig Bundesparteiobmann der FPÖ wurde, wurde sie zur Bundesobmannstellvertreterin gewählt. 2003 wurde sie Generalsekretärin der FPÖ. Von diesem Posten zog sie sich im Juni 2004 zurück, als sie ein zweites Mal schwanger wurde. Vater ist der ÖVP-Politiker Fritz Grillitsch, was Parteifreunde beider Eltern zur scherzhaften Phrase „erstes schwarz-blaues Baby“ animierte – gemeint ist die damalige Regierungszusammenarbeit von ÖVP (Parteifarbe: schwarz) und FPÖ (Parteifarbe: blau).
In der 22. Legislaturperiode war sie Wissenschaftssprecherin im gemeinsamen freiheitlichen Parlamentsklub aus BZÖ und FPÖ und gehört dem BZÖ an. Sie schied nach der Nationalratswahl 2006 aus dem Nationalrat aus.
In der WKO Wahl 2015 wurde sie als Listen-Fünfte des Wirtschaftsbundes (ÖVP) in die Fachgruppenvertretung UBIT gewählt.

## Werke
- Kleines Smalltalk 1 × 1: Die Kunst, Gespräche zu führen und überzeugend zu wirken, 2014, ISBN 978-3-7011-7894-0
- Die geheimen Regeln der Seilschaften: Erfolgreich Netzwerken - ein Karriereleitfaden, 2010, ISBN 978-3-7011-7721-9
- 77 clevere Networking-Tipps, 2015, ISBN 978-3-7386-5793-7
- Kleines Netzwerk 1 × 1: Die Kunst, Kontakte aktiv zu knüpfen und bewusst zu pflegen, 2013, ISBN 978-3-7011-7840-7.
- Smalltalk: Wie introvertierte Menschen ihre Stärken erkennen und leichter Gespräche führen, 2019, ISBN 978-3-99060-093-1

## Auszeichnungen
- 2007: Großes Silbernes Ehrenzeichen mit dem Stern für Verdienste um die Republik Österreich[6]
- 2018: Großes Goldenes Ehrenzeichen des Landes Steiermark[7]